# The Witch's House
The Witch's House (魔女の家?, Majo no ie, in italiano "La casa della strega") è un indie horror giapponese freeware pubblicato il 3 ottobre 2012 per i sistemi operativi Windows e Mac, e sviluppato da Fummy utilizzando il motore grafico RPG Maker VX. È stato ufficialmente tradotto in inglese, spagnolo, tedesco e italiano. È necessario lo scaricamento di RPG Maker VX RTP per giocare correttamente.
The Witch's House ha ricevuto generalmente recensioni molto positive da parte della critica, ed è stato descritto dal sito web JayIsGames come il più grande videogioco horror in grafica 2D in assoluto.
Nel 2018 è uscita una nuova versione del gioco su Steam, The Witch's House MV, con una grafica più avanzata e la possibilità di giocare in tre diverse modalità: facile, medio e difficile. In quest'ultima, gli enigmi saranno molto più complicati rispetto alle altre due modalità.

## Trama
(Il gatto nero a Viola)
Il personaggio principale del gioco è Viola, una giovane ragazza di 13 anni dalle trecce dorate che si sveglia nel bel mezzo di una foresta, scoprendo ben presto che la via d'uscita è completamente bloccata da enormi rose. La sua unica possibilità è quella di entrare in una misteriosa casa vicina nella speranza di trovare un mezzo per fuggire. Accompagnata da un gatto nero parlante, Viola si addentra nella strana abitazione, cercando in tutti i modi di sopravvivere alle insidie che non tardano a presentarsi.
Esplorando la casa, Viola s'imbatte in temibili avvenimenti e individui, quali statue che si muovono, persone invisibili, ragni e serpenti di considerevoli dimensioni e innumerevoli trappole. Trova inoltre delle pagine di diario scritte dalla proprietaria della casa, una strega di nome Ellen che assume le sembianze di una bambina di 7 anni, nonostante abbia in realtà più di cento anni. Da tali letture Viola scopre che Ellen soffriva di una grave malattia e che è stata spesso trascurata, quasi odiata dai suoi genitori, i quali verranno uccisi dalla stessa Ellen. Dopo la loro morte, la ragazza incontrerà un demone e stipulerà con esso un contratto: l'essere maligno promette di fornirle una cura per la sua malattia, ma in cambio Ellen dovrà continuare ad uccidere. Viola risolverà numerosi enigmi e, grazie all'aiuto del gatto nero, riuscirà ad arrivare all'ultimo piano della casa. Lì, la giovane ragazza raggiungerà la stanza delle medicine, e riuscirà a trovare una piccola bottiglia contenente un misterioso liquido in grado di distruggere le rose che bloccavano il cancello all'inizio dell'avventura. Mentre si dirige verso l'uscita, però, Viola trova e legge l'ultima pagina del diario di Ellen, e quest'ultima fa così la sua prima, vera apparizione, in uno stato ormai mostruoso: Viola è costretta a scappare dalla malvagia strega.
The Witch's House presenta conclusioni differenti, le quali dipendono dalle azioni compiute dal giocatore nel corso dell'avventura.
Il Finale Normale mostra Viola fuggire dalla casa dopo aver ottenuto la bottiglia, eliminando le rose e incontrando finalmente suo padre, estremamente preoccupato per la giovane figlia. La strega Ellen, tuttavia, riesce a seguire Viola fino alla fine, ma viene prontamente uccisa dal padre.
Il Vero Finale (che è possibile ottenere trovando il coltello di Ellen durante l'ultima fuga), invece, ribalta l'intero gioco attraverso l'uso di un colpo di scena: viene infatti rivelato che il personaggio controllato dal giocatore per l'intera durata dell'avventura era in realtà proprio la strega Ellen, la quale, approfittando del falso rapporto di amicizia con la giovane Viola, aveva scambiato con un incantesimo il suo corpo malato e malridotto con quello dell'ingenua ragazza poco prima dell'inizio del gioco (e questa è appunto la cura fornita dal demone come ricompensa per tutte le uccisioni che Ellen ha compiuto con le trappole della casa). Alla fine, il padre di Viola uccide la sua stessa figlia (nel corpo mostruoso di Ellen) pensando che si trattasse della strega, e scappa con la malvagia Ellen (nel corpo di Viola), la quale è riuscita a portare a termine il suo diabolico piano. In questo modo si capisce perché Viola, nel corpo di Ellen, con quel poco di magia che le rimaneva, aveva provato a bloccare il cancello con rose rampicanti poco prima dell'inizio del gioco, proprio per impedire al giocatore di fuggire. Il gioco non presenta quindi un vero e proprio lieto fine, dato che l'intera avventura è in realtà vissuta dal punto di vista della cattiva Ellen, e non esiste un modo per salvare la giovane Viola.
Il Finale Segreto è invece possibile ottenerlo completando l'intero gioco senza mai salvare la partita. Questa conclusione è in parte simile al Vero Finale, ma questa volta ci saranno molte più rivelazioni. Viene infatti svelata la vera identità del gatto nero: si tratta in realtà del demone con il quale la strega Ellen aveva stipulato il contratto. In più, l'ultima pagina del diario di Ellen sarà completamente diversa, e approfondirà il falso e malato rapporto di amicizia tra lei e Viola.
Nell'ultima versione del videogioco (la 1.07) è presente anche un quarto finale, in cui la malvagia Ellen nel corpo di Viola deciderà con immenso sadismo di non entrare nella casa, e aspetterà un'ora (il giocatore dovrà attendere davvero per 60 minuti) nella foresta, per poi andarsene dopo la scomparsa delle rose. Intanto, in quell'ora di attesa, la povera Viola soffrirà di una morte lenta e dolorosa all'interno dell'abitazione.
Fummy, lo sviluppatore del gioco, ha in seguito pubblicato un romanzo prequel dal titolo The Witch's House: The Diary Of Ellen, il quale racconta dettagliatamente la tragica vita della strega, partendo dall'infanzia dolorosa e descrivendo le conseguenze della sua grave malattia, che la costringeva a rimanere immobile a letto, fino ad arrivare all'inizio del gioco. Il romanzo consta di cinque capitoli ed è possibile acquistarlo su Amazon.

## Modalità di gioco

Viola nell'atrio della casa.

The Witch's House è un survival horror in cui l'obiettivo principale consiste nel risolvere numerosi enigmi, rivelare la storia del gioco attraverso la lettura dei diari della strega e trovare una via di fuga dalla misteriosa abitazione, sfuggendo a varie trappole mortali e temibili avversità. L'esplorazione della casa è permeata da un'atmosfera inquietante, complessi ostacoli e una miriade di suoni, sorprese, fughe e situazioni improvvise (spesso indicate con il termine inglese jumpscare). Nel corso del gioco si troveranno numerosi oggetti, che verranno utilizzati per risolvere determinati enigmi, o per esplorare zone della casa precedentemente inaccessibili. Il gioco si presenta con una dettagliata grafica 16 bit, e il personaggio principale è controllato tramite la tastiera.
Un gatto nero parlante può essere incontrato in varie zone della casa, permettendo al giocatore di salvare i propri progressi. Durante il corso del gioco questo compagno felino sarà l'unica fonte di conversazione, parlando in una maniera disinvolta e amichevole.

## Colonna sonora
La colonna sonora di The Witch's House presenta un totale di 11 tracce, di cui due (Spool of Thread e Awakening) composte dallo stesso Fummy, mentre il resto fa parte degli archivi musicali dei siti web The Presence of Music e Senses Circuit.
Questa è la lista di tutti i brani udibili nel corso del gioco:
1. Lost Chair - 2:43
2. Warehouse - 1:19
3. Cellar - 1:26
4. Rumor - 1:12
5. Spool of Thread - 0:54
6. Awakening - 1:25
7. Outline - 0:48
8. Undermine - 1:49
9. Loop 65 (Chase Theme) - 0:18
10. Buds - 1:24
11. Miller House - 2:10

## Accoglienza
The Witch's House ha ricevuto giudizi e valutazioni positive da parte di vari siti web. JayIsGames assegnò un 4,7/5, descrivendolo come il miglior gioco horror in grafica 2D, e lodando specialmente gli enigmi della casa e le numerose morti istantanee, affermando che «The Witch's House presenta alcuni momenti di puro terrore», consigliandolo infine a tutti gli appassionati del genere. Il sito web Leviathyn dichiara che «si tratta di un gioco davvero crudele», e apprezzò particolarmente il colpo di scena finale. RPGMaker.net diede un 4/5, apprezzando l'impressionante qualità grafica nonostante si tratti di un titolo sviluppato con un programma semplicistico, e lodando in seguito «la parte estremamente spaventosa del labirinto oscuro». Underrated Retro afferma che «è sorprendentemente più spaventoso di molti altri celebri giochi horror». The Grim Tower, invece, assegna un 9/10, dichiarando che si tratta di uno dei videogiochi più spaventosi di tutti i tempi. Generalmente, la critica ha apprezzato il modo in cui The Witch's House riesce ad utilizzare degli elementi horror in maniera molto valida, nonostante le numerose limitazioni tecniche del motore grafico, facendo un ottimo uso di jumpscare, suspense (principalmente dovuta a lunghi e stressanti momenti di silenzio) e intense sequenze di fuga, dando inoltre vita a forti sensazioni di paranoia, ansia e, secondo JayIsGames, persino puro terrore.
Il sito web ScaredToPlay assegnò un 8/10 nella loro recensione del 2015, lodando in particolare il gameplay e l'impressionante atmosfera horror. Hanno definito la grafica «nostalgica, in quanto ricorda quella di celebri giochi rétro», e hanno poi apprezzato «l'atmosfera cupa e inquietante, in parte dovuta all'utilizzo di una palette di colori scuri e depressivi». Hanno anche notato «una particolare attenzione ai minimi dettagli», che rende il gioco ancora più vasto e interessante. In seguito hanno lodato gli enigmi, affermando che «anche se non sono particolarmente difficili da risolvere, riescono comunque a darti una forte sensazione di vittoria una volta superati. Sono comunque presenti alcune parti in cui è veramente facile rimanere bloccati e consultare una guida, specialmente se non si è abituati a questo genere di gioco!» Hanno descritto la trama come l'elemento più misterioso dell'avventura, in quanto viene tutto rivelato soltanto durante la conclusione del gioco, e «riuscirà sicuramente a rendervi interessati fino alla fine». Concludono criticando soltanto la brevità del titolo (è possibile raggiungere il finale dopo solo un paio d'ore di gioco), e dichiarano che «si tratta di un gioco horror che deve essere finito almeno una volta».
Arrivò in seconda posizione nella classifica di Free PC Gamers dei 10 migliori horror RPG. Il gioco divenne oggetto di una serie di popolari "Let's Play" su YouTube, i quali contribuirono in parte al successo del titolo.